# Landesbischof
Landesbischof  es el título que recibe un obispo en la Iglesia Luterana en Alemania. El término se originó con la introducción de la Reforma en algunos territorios alemanes. En Alemania, al contrario que en Escandinavia o Inglaterra, los Obispos se opusieron, en su gran mayoría, a la Reforma protestante, de modo que fue imposible el cambio automático de las antiguas diócesis católicas a la nueva organización religiosa protestante. Por ello, Martín Lutero pidió a los gobernantes (reyes o príncipes) que asumieran las funciones episcopales en sus territorios, es decir, que fueran los obispos de la nueva religión luterana. Los "nuevos" Landesbischof se quedaron con todos los derechos de los anteriores obispos católicos, como el llamado summus episcŏpus (en latín : "sumo Obispo") que incluía el dominio de tierras. Después de la Primera Guerra Mundial en 1918 y la abolición de la monarquía, los obispos luteranos fueron elegidos entre los pastores de cada iglesia, pero el término Landesbischof se conservó.
Las iglesias regionales que no usan el término Landesbischof para sus presidentes, y que a menudo también permiten que los laicos asuman ese cargo, usan títulos como obispo (Bischof, solo clero), presidente de la iglesia (Kirchenpräsident), praeses (Präses), superintendente estatal (Landessuperintendent, solo clero) o secretario (Schriftführer).
- Datos: Q1802145